# Баян (корвет)
Баян — парусно-винтовой корвет российского императорского флота.

## Строительство

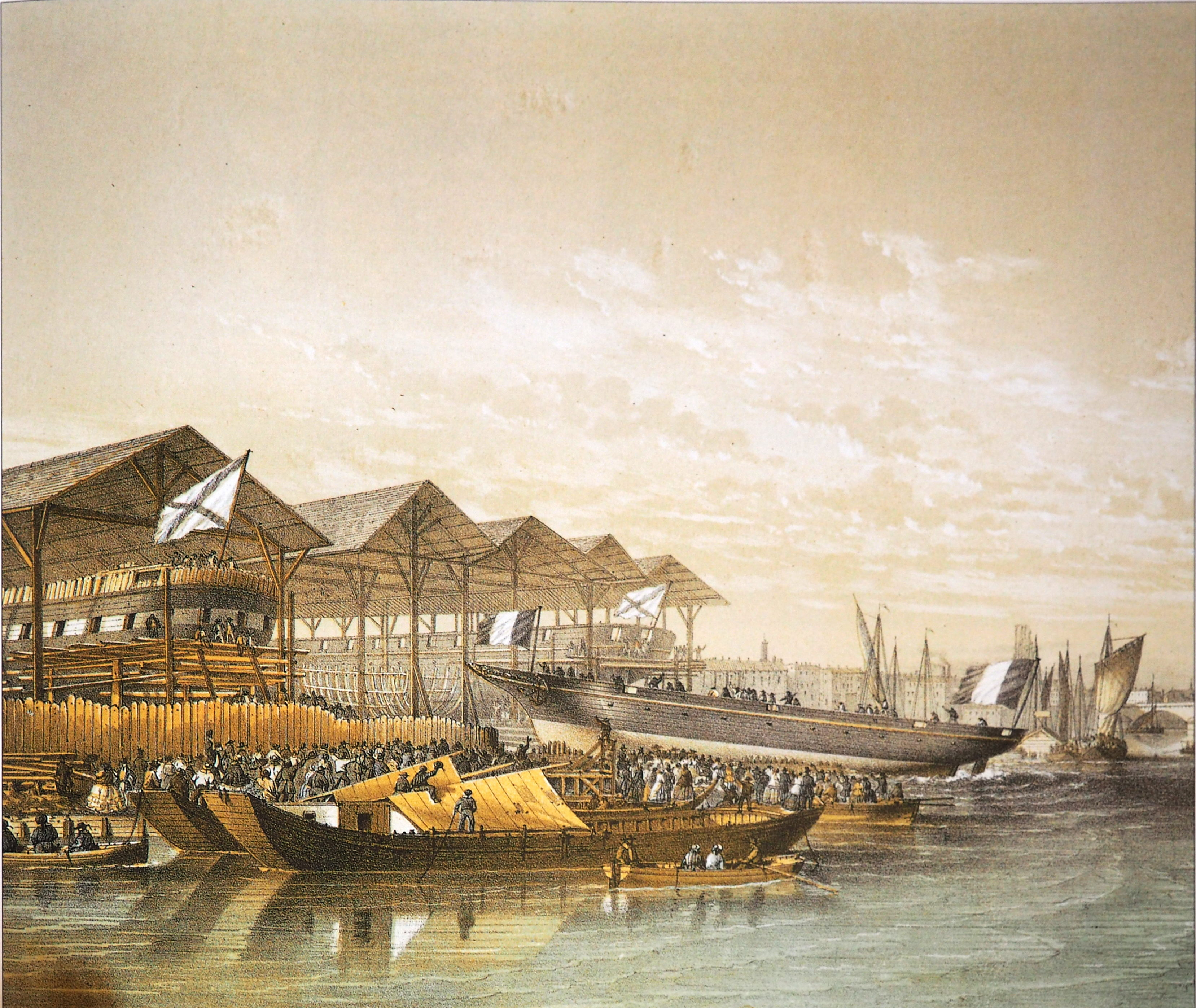
Спуск на воду корвета Renaudin, в эллинге видны строящиеся корпуса фрегата «Светлана», корвета «Баян» и яхты «Штандарт»

В 1856 году корвет был заказан для нужд Российского императорского флота контр-адмиралом И. И. Шанцом на верфи «Колло и Компания» (фр. Collas at Comp), которая располагалась в городе Бордо. Стоимость по контракту составила 415 717 рублей. Строительство корабля начато 1 октября 1856 года. Сложное финансовое положение заставило владельца верфи Б. Колло продать её предпринимателю и инженеру Арману в марте 1857 года, и верфь сменила название на фр. Kredit Maritaime & Arscan.
Спущен на воду 11 июля 1857 года. 28 октября 1857 года прибыл в Кронштадт на достройку в, которой руководил старший судостроитель Кронштадтского порта М. М. Окунев.

## Описание

### Корпус
Набор корпуса производился по системе инженера Армана. При его постройке применялись: французский дуб, тик и красное дерево.
- Водоизмещение: 1969 тонн
- Размеры:
  - длина: 65,95 метра
  - ширина: 11,4 метра
  - осадка: 5,6 метра

### Силовая установка
- Силовая установка: 1 паровая машина Шнейдера и Крезо, в 1873 году котлы заменены на новые производства завода Берда.
- Мощность: 300 и. л. с.

### Вооружение
Изначально вооружение состояло из шестнадцати 12-фунтовых длинных пушек (в других источниках 24-фунтовых пушек). После тимберовки в 1873 года вооружение изменили на четыре 6-дюймовые пушки образца 1867 года и четыре 9-фунтовые нарезные пушки образца 1867 года, к 1880 году вооружение вновь изменилось и состояло из четырёх 6-дюймовых пушек, четырёх 9-фунтовых пушек образца 1877 года и одной 4-фунтовой нарезной пушки.

## Служба
В 1858 году «Баян» (командир капитан 2-го ранга П. И. Истомин) наряду с «Ретвизаном», «Громобоем», «Рюриком», и «Медведем» зачислен в эскадру Средиземного моря контр-адмирала К. И. Истомина, и должен был нести службу стационера в Афинах. Но прибыв в Генуе 17 ноября 1858 года, «Баян» был зачислен в состав эскадры под командованием генерал-адмирала великого князя Константина Николаевича (также в неё вошли «Ретвизан», «Полкан», «Громобой», «Рюрик»), и 5 декабря перешёл в Тулон, 13 декабря в Виллафранк, и 22 декабря в Палермо. Во время стоянки в Виллафранке, команда участвовала в закладке первого камня Русской церкви в Ницце. Также в этой церемонии участвовали великий князь Константин Николаевич с сыном Николаем и великие княгини Александра Иосифовна и Екатерина Михайловна с супругом. Во время стоянки в Палермо в 1858 году русские моряки с кораблей «Ретвизан» и «Баян» отличились, придя на помощь садящимся на мель и тонущим иностранным судам. На это государь император изволил: «наградить за эти заслуги: лейтенантов Фесуна, Энквиста, Гадда и Неваховича, мичманов Шихманова 2-го и Шихманова 3-го, гардемаринов Лукьянова, Иванова, Боймана и Воронова золотыми медалями; 13 нижних чинов серебряными медалями и сверх того: боцмана Воронова, означенных 13 нижних чинов команды „Ретвизан“ и 40 человек нижних чинов команды корвета „Баян“ деньгами по 2 рубля на человека».
С 7 по 26 января 1859 года ходил с депешами в Грецию и обратно. Далее оставался в Италии, исполняя связь между портами — Неаполь, Рагауза, Палермо. С 16 марта по 24 апреля прошёл докование в Неаполе. 14 мая «Баян» присоединился к эскадре в Яффе и выполнял курьерские рейсы в Родос, Хиос, Султан-Кале (Дарданеллы), Смирну, Пирей, Неаполь. 5 июля «Баян» получил предписание вернуться в Кронштадт. Вечером 7 августа «Баян» пришёл на рейд Сандауна и стал на якорь возле «Светланы». На следующий день Великий князь Константин Николаевич и граф Е. В. Путятин посетили корабли на рейде, в ходе визита Великий князь остался недоволен «Баяном», так как счёл его ужасно грязным. 11 августа Великий князь делал ему парусное учение до Портсмута. В Кронштадт «Баян» прибыл в ночь на 31 августа.
В 1864 году «Баян» в качестве учебного судна ходил с воспитанниками Морского кадетского корпуса Ф. Д. Изыльметьева в Балтийском море.
В 1873 году прошёл тимберовку в Николаевском доке Кронштадта с заменой вооружения и котлов на новые производства завода Берда.
В 1875 году начал переход на Дальний Восток России. 25 декабря 1876 года прибыл в Гонконг, и далее в Сан-Франциско в составе «Второй американской экспедиции» под командованием начальника Отряда судов Тихого океана контр-адмирала О. П. Пузино. В случае войны эскадра («Баян», «Всадник», «Абрек», «Горностай», «Японец», «Тунгус», «Восток» и «Ермак») должна была перейти к Ванкуверу и провести обстрел военных учреждений города, попутно уничтожая военные и купеческие суда противника. Затем отряд должен был перейти к Австралии и крейсировать у её берегов. После того как русско-британские отношения стали налаживаться, то 30 апреля поступил приказ эскадре покинуть американские воды и вернуться к обычному несению службы. 20 мая 1877 года «Баян» вместе с клиперами «Абрек» и «Всадник» вышел из Гонолулу и 1 июля 1877 года прибыл во Владивосток. В 1877 году «Баян» являлся флагманским кораблём Тихоокеанского отряда контр-адмирала О. Р. Штакельберга. В 1879 году прибыл на Балтику, тем самым завершив кругосветное плавание.
В апреле 1884 года участвовал в больших морских манёврах в Финском заливе с Высочайшим смотром флота. По окончании манёвров Государь Император с Государыней Императрицей и Их Высочествами посетили корвет.
В 1887 году практическое плавание в Балтийском море с воспитанниками морского училища. Старший учебной части — ротный командир училища капитан 2-го ранга М. П. Верховский.
С 1 февраля 1892 года переклассифицирован как учебное судно.
16 августа 1893 года «Баян» сдан Кронштадтскому порту, исключён из списков судов Российского Императорского флота 10 января 1899 года и переведён в блокшив № 4. В 1901—1902 годах продан на слом.

## Известные люди служившие на корабле

### Командиры
- 21.07.1858 — 13.06.1860 — капитан 2-го ранга (с 08.09.1859 капитан 1-го ранга) Истомин, Павел Иванович[14]
- 13.06.1860 — 21.01.1863 — капитан-лейтенант (с 01.01.1862 капитан 2-го ранга) барон Штакельберг, Олаф Романович
- 21.01.1863[15] — 16.03.1864 — капитан-лейтенант Гадд, Людвиг Фёдорович
- 16.03.1864 — 04.07.1866 — капитан-лейтенант (с 27.03.1866 капитан 2-го ранга) Забудский, Григорий Николаевич
- 04.07.1866 — ??.??.???? — командующий капитан-лейтенант Степанов, Пётр Иванович
- 01.04.1867 — ??.??.1871 — капитан-лейтенант Кульстрём, Карл Фёдорович
- 14.02.1872 — хх.хх.1874 — капитан-лейтенант Гадд, Отто Фёдорович
- 08.04.1874[16]— хх.хх.1882 — капитан-лейтенант (с 01.01.1878 капитан 2-го ранга, с 18.07.1879 капитан 1-го ранга) Бойль, Роман Романович
- хх.хх.1882 — хх.хх.1885 — капитан-лейтенант (затем капитан 2-го ранга) фон Гринвальд, Эрнест Иванович
- хх.хх.1885 — хх.хх.1886 — капитан 2-го ранга Реунов, Михаил Алексеевич
- 05.04.1887—??.??.1890 — капитан 2-го ранга Кузьмич, Константин Павлович
- 26.3.1890[17] — 9.4.1893[18] — капитан 2-го ранга Шеман Николай Николаевич

### Старшие офицеры
- 1857—1857 барон А. И. Бойе (фр. Baron de Baye) (перешёл из Бордо в Кронштадт)[19]
- 1862—02.03.1863 капитан-лейтенант Г. Н. Забудский
- с 02.03.1863[20] капитан-лейтенант Афанасий Стафопуло
- 01.12.1873 – 12.10.1874 капитан-лейтенант Ф. Г. Гессен
- с 12.10.1874[21] лейтенант Сельвадор Бауер
- 1887—1888 капитан 2-го ранга О. А. Энквист[22]

### Другие должности
- 1860—1863 старший механик Н. Г. Нозиков
- 31.05.1867—22.08.1867 вахтенный начальник лейтенант Ф. К. Авелан
- 1875—1879 мичман Д. Д. Всеволожский
- ??.??.1876—05.05.1879 старший штурманский офицер КФШ прапорщик В. Л. Геллер[23]
- 187?—1879 горнист Алексей Костин (удостоен нашивки «За беспорочную службу»)[24]
- 1884—1884 минный офицер лейтенант Н. Д. Дабич
- 21.05.1883—27.08.1885 мичман М. Ф. Шульц
- 1887—1887 К. П. Мордовин[25]

## Гибель моряков
В ходе службы по разным причинам погиб ряд моряков корвета.
- 26 января 1859 года в Палермо во время салюта оторвало руку и выбросило за борт неизвестного матроса, который через 2 часа умер.
- 24 февраля 1859 года в Палермо при спуске брам-реи упал с крюйс-салинга на палубу и через 15 минут скончался матрос Зятьков Александр.
- 11 августа 1859 года в Портсмуте неизвестный матрос упал в воду с марса-реи и утонул.
- 20 апреля 1875 года в Рагузе (ныне Дубровник) квартирмейстер Н… С… упал с мачты и разбился.
- 20 апреля 1875 года на траверзе Гравозы (маяк Pettini) унтер-офицер Самойлов упал с мачты и разбился.
- 2 августа 1875 года в Нагасаки матрос И… П… скончался от огнестрельной раны полученной по неосторожности от матроса-вестового.
- 29 марта 1876 года в Нагасаки матрос Ф… В… умер от воспаления лёгких.
- 7 марта 1876 года близ Гонконга утонул матрос Иван Соколов
- В июле 1883 года в Копенгагене от тифа умер матрос Китов.
- 29 марта 1884 года в Пирее умер матрос Викшин Михаил Григорьевич (родился 1 ноября 1857 года)
- 14 мая 1884 года в Неаполе в госпитале умер от желтухи лейтенант Василий Харитонов (похоронен на кладбище города).

## Интересные факты
В 1858 году на корвете «Баян» по приглашению Морского министерства отправился в экспедицию А. Н. Майков. За время долгих стоянок в итальянских портах были написаны стихи из цикла «Неаполитанский альбом (Мисс Мэри)» и «Новогреческие песни»

## Память
- Копия носовой фигуры находится в Санкт-Петербургском Военно-Морском музее[28].
- Имя «Баян» унаследовал головной крейсер типа «Баян»
- В честь корвета «Баян» названы гора Баян и полуостров Баян на острове Сахалин[29].